# Vic Damone
Vito Rocco Farinola, conocido como Vic Damone, (Brooklyn, Nueva York; 12 de junio de 1928 – Miami Beach, Florida; 11 de febrero de 2018) fue un cantante y actor estadounidense; fue uno de los cantantes más exitosos de los Estados Unidos entre 1947 y a principios de la década de 1960. Entre sus 40 éxitos en las listas de éxitos se encuentran dos éxitos número uno: «You're Breaking My Heart» (n.º 1 en EE. UU., 1949) y «On the Street Where You Live» (# 1 en el Reino Unido, 1958).
Entre su carrera de 54 años grabó más de 200 canciones y vendió más de 60 millones de discos en todo el mundo. Su voz de barítono era una de las más destacadas de su época y los críticos lo consideran uno de los mejores crooners de todos los tiempos. Incluso en sus últimos conciertos, su voz nunca se desfalleció ni perdió su tono relajado, añadiendo su experiencia vital más sentimiento a sus interpretaciones. 

## Primeros años
Su nombre verdadero era Vito Rocco Farinola durante su infancia obtuvo su interés por la música de sus padres, venia de ascendencia italiana. Su padre era ingeniero eléctrico de profesión y cantaba y tocaba la guitarra, su madre era profesora de piano. Al principio, Vito comenzó a imitar a su cantante favorito Frank Sinatra. En poco tiempo también tomó clases de canto. Después de que su padre tuviera un accidente en el trabajo, Vito tuvo que ganar su propio dinero y trabajó como localizador y ascensorista en el Paramount Theatre en Manhattan.

## Carrera
Damone conoció a Perry Como en el Teatro Paramount. Damone detuvo el ascensor entre pisos y cantó para él. Como quedó impresionado y lo recomendó a un amigo para una audición.
Comenzó su carrera en la estación de radio WHN de Nueva York cuando tenía 17 años, cantando en el programa Gloom Dodgers, que brindaba entretenimiento ligero a los fanáticos de los Brooklyn Dodgers. Cambió su nombre por sugerencia de un habitual del programa, el comediante Morey Amsterdam.
Damone entró en la búsqueda de talentos en Arthur Godfrey's Talent Scouts y ganó en abril de 1947. Esto lo llevó a convertirse en un habitual del programa de Godfrey. Conoció a Milton Berle en el estudio y Berle le consiguió trabajo en dos clubes nocturnos. A mediados de 1947, Damone había firmado un contrato con Mercury Records.
Su primer lanzamiento, "I Have But One Heart", alcanzó el número siete en la lista Billboard. "You Do" alcanzó el mismo pico. Estos fueron seguidos por una serie de otros éxitos. En 1948, obtuvo su propio programa de radio semanal, Saturday Night Serenade.
Fue reservado en el Mocambo club nocturno en el Sunset Strip en 1949, residiendo brevemente en el famoso Garden of Allah Hotel del Strip. En abril de 1949 hizo su debut televisivo en The Morey Amsterdam Show interpretando a Cole Porter "So in Love". En enero de 1950 hizo la primera de sus varias apariciones como invitado en Toast of the Town de Ed Sullivan, incluido un dueto, el primero de muchos, con la vocalista y futura presentadora de televisión Dinah Shore. Durante los siguientes 30 años, se convirtió en un actor invitado habitual en todas las principales series de variedades de las cadenas de televisión. Entre los programas en los que apareció figuran All Star Revue, Texaco Star Theatre con Milton Berle, The Arthur Murray Party, What's My Line?, El show de Jackie Gleason, El show de Steve Allen, El show de Perry Como, La hora de Bell Telephone, El show de Dinah Shore Chevy, El show de Garry Moore, Tengo un secreto, El programa de Jack Paar, El show de Red Skelton, El Andy Williams Show, The Hollywood Palace, The Dean Martin Show, Hullabaloo, Mickie Finn's, The Danny Thomas Hour, The Jonathan Winters Show, The Carol Burnett Show, The Tonight Show Starring Johnny Carson y varios especiales de televisión de Bob Hope.
En 1951, Damone apareció en dos películas, The Strip, donde se interpretó a sí mismo, y Rich, Young and Pretty. De 1951 a 1953, sirvió en el Ejército de los Estados Unidos donde pasó un año en Alemania con el Grupo de Servicios Especiales 7729 y ocho meses en Fort Sam Houston, Texas. Antes de entrar en el servicio, grabó una serie de canciones que fueron lanzadas durante ese periodo de tiempo. Sirvió con la futura personalidad de la radio del Noroeste de Indiana Al Evans y la estrella de la música country Johnny Cash. Después de dejar el servicio, se casó con la actriz italiana Pier Angeli (Anna Maria Pierangeli) en 1954 e hizo dos películas, Deep in My Heart y Atenea. En 1955 interpretó al califa en Kismet. En 1960, desempeñó un papel dramático efectivo en la película de guerra Hell to Eternity.
En 1955, Damone tenía una canción en las listas, "Por Favor", que no superó el número 73. Sin embargo, tuvo papeles importantes en dos películas musicales, Hit the Deck y Kismet. A principios de 1956, pasó de Mercury a Columbia Records, y tuvo cierto éxito en ese sello con éxitos como "On the Street Where You Live" (de My Fair Lady, su top 10 pop final) y An Affair to Remember (de la película del mismo nombre). Sus seis álbumes originales en Columbia entre 1957 y 1961 fueron "That Towering Feeling", "Angela Mia", "Closer Than a Kiss", "This Game of Love", "On the Swingin".
En 1961, fue puesto en libertad por Columbia. Al mudarse a Capitol Records, llenó el vacío dejado por la marcha de Frank Sinatra para ayudar a fundar Reprise Records. Duró en Capitol solo hasta 1965; sin embargo, allí grabó algunos de sus álbumes más respetados, incluidos dos que llegaron a la lista de Billboard, Linger Awhile with Vic Damone y The Lively Ones, este último con arreglos de  Billy May, quien también arregló otro de los álbumes de Capitol de Damone, Strange Enchantment. Otros álbumes originales de Capitol incluyeron My Baby Loves to Swing, The Liveliest y On the Street Where You Live.
Damone hizo una actuación limitada en televisión a principios de la década de 1960. Interpretó a Stan Skylar en el episodio de 1960 "Piano Man" de "CBS's The DuPont Show with June Allyson. Fue elegido como Jess Wilkerson en el episodio de 1961 "The Proxy" de la serie ABC Western The Rebel, protagonizada por Nick Adams. En 1962, interpretó al cantante Ric Vallone en el episodio "Like a Sister" de la comedia de CBS The Dick Van Dyke Show, durante el cual cantó "La chica más hermosa del mundo". En los veranos de 1962 y 1963, Damone presentó una serie de variedades de televisión en NBC llamada The Lively Ones, que presentaba a artistas actuales de jazz, pop y folk, así como a comediantes. Su grupo de invitados musicales durante dos temporadas incluyó a Count Basie, Louie Bellson, Dave Brubeck, Chris Connor, Matt Dennis, Frances Faye, Ella Fitzgerald, Dizzy Gillespie, Buddy Greco, Woody Herman, Jack Jones, Stan Kenton, Gene Krupa, Peggy Lee, Nellie Lutcher, Shelly Manne, Anita O'Day, Ruth Olay y Oscar Peterson.
El otro trabajo televisivo notable de Damone durante este tiempo incluyó tres apariciones especiales de 1963 a 1964 en The Judy Garland Show de CBS. También apareció como invitado en la televisión del Reino Unido, entre otros programas en el especial de Navidad The Tommy Cooper Hour en 1974. Además de sus actuaciones en solitario, Garland y él cantaron popurrís a dúo de canciones de Porgy and Bess, West Side Story y Kismet.
En 1964, cantó "Back Home Again in Indiana" antes de la carrera de autos Indianápolis 500.
En 1965, Damone luego se mudó a Warner Bros. Records con los álbumes You Were Only Fooling y Country Love Songs. En Warner Bros., tuvo un éxito en las listas de los 100 principales: "Solo estabas engañando (mientras me estaba enamorando)". Al año siguiente, cambió de sello discográfico nuevamente, se mudó a RCA Victor y lanzó los álbumes Stay with Me, Why Can't I Walk Away, On the South Side of Chicago y El tipo de cosas de Damone. En 1967, Damone presentó The Dean Martin Summer Show, que se repitió en 1971. En 1969, lanzó su último disco en las listas de Estados Unidos, una versión de la canción de 1966 "To Make A Big Man Cry", que hizo que el Tabla de fácil escucha Billboard.
También en 1965, apareció en la serie de álbumes de Firestone, Your Favourite Christmas Music, Volume 4, cantando "It Came Upon A Midnight Clear" y "Have Yourself A Merry Little Christmas".

### Carrera posterior
En 1971, Damone comenzó a actuar en los casinos de Las Vegas y, aunque tuvo que declararse en bancarrota a principios de la década de 1970, ganaba lo suficiente para aliviar sus dificultades financieras. Realizó giras de conciertos tanto en los Estados Unidos como en el Reino Unido y grabó más álbumes para RCA Records. En el Reino Unido, apareció en el programa de televisión "Especial de Navidad" de Tommy Cooper en 1974.
En 1972, a Damone se le ofreció el papel de Johnny Fontane en El Padrino después de que el cantante Al Martino, a quien anteriormente le había dado el papel el productor Albert S. Ruddy, el papel se eliminó cuando Francis Ford Coppola se convirtió en director y quería que Damone interpretara a Fontane. Según Martino, luego de ser despojado del papel, se dirigió a Russell Bufalino, su padrino y jefe del crimen, quien luego orquestó la publicación de varias noticias. artículos que afirmaban que Coppola no estaba al tanto de que Martino recibió el papel de Ruddy. Damone finalmente rechazó el papel debido a una disputa salarial y también porque no quería provocar a la mafia o enojar a Frank Sinatra, al que Damone respetaba profundamente. En última instancia, la parte de Johnny Fontane fue entregado a Martino.
En enero de 1991, Damone apareció en un comercial de televisión para la primera emisión de Diet Pepsi durante el Super Bowl XXV. Damone y otras estrellas, incluidos Jerry Lewis, Tiny Tim, Charo y Bo Jackson, intentan cantar el tema principal de Diet Pepsi, "You' ve Got the Right One Baby (Uh-Huh)", que fue interpretada por Ray Charles.
El último álbum de Damone se publicó en 2002, mientras que algunos de sus álbumes anteriores se volvieron a empaquetar y reeditar. En 2003, Vic decidió publicar material inédito y formó Vintage Records con su hijo, Perry Damone. Originalmente planeó publicar una serie de 7 CD llamada The Vic Damone Signature Collection, y en mayo de 2003 lanzó el Volumen 1, producido por Perry y Frank Sinclair. En mayo de 2004, Vic lanzó su segundo CD en Signature Series, nuevamente producido por Perry y Sinclair. Después de la publicación de este disco, Damone decidió cancelar el lanzamiento del resto de la colección. Durante toda su carrera, Damone grabó más de 2000 canciones. Obtuvo nuevos fanáticos tras el lanzamiento del sitio web de Vic Damone www.vicdamone.com, en 2002. El sitio web fue creado por el hijo de Damone, Perry y Sinclair, y finalmente fue administrado por el yerno de Damone, William "Bill" Karant.
El 19 de enero de 2002, Damone realizó una de sus últimas actuaciones públicas en el Centro Raymond F. Kravis para las artes escénicas en Palm Beach, Florida. Damone sufrió un derrame cerebral ese mismo año y posteriormente se retiró. Sin embargo, Damone salió de su retiro el 22 de enero de 2011, cuando una vez más actuó en el Kravis Performing Arts Center en Palm Beach, ante una multitud que agotó las entradas. Dedicó esta actuación a sus seis nietos, quienes nunca lo habían visto actuar en vivo. Damone declaró que "No necesito el dinero ... Pero, ya sabes, mis seis nietos nunca me han visto en el escenario. Será la primera vez. Los presentaré. Va a ser emocionante para mí. Antes de morir, quiero que me hayan escuchado tocar al menos una vez".
En la película de Brett Ratner Money Talks, el personaje de Chris Tucker ve un comercial sobre Vic Damone y luego finge ser el hijo de Damone. En ese momento, el hijo de Vic en la vida real, Perry, se rio un poco sobre esos "15 minutos de fama" y lo mencionó en su programa de radio del mediodía en la estación de radio KEZ de Phoenix.
El 12 de junio de 2009, Vic Damone publicó su autobiografía titulada Singing Was the Easy Part de St. Martin Press. En el libro, Damone afirmó que un "matón" lo había retenido colgando de una ventana de un hotel de Nueva York. Damone afirmó que había estado comprometido con la hija del matón, pero terminó la relación cuando ella insultó a la madre de Damone. Escribió que su vida se salvó cuando, durante una reunión de la mafia para determinar el destino del cantante, el jefe de la mafia de Nueva York Frank Costello falló a favor de Damone.
En 2010, Damone llamó al cantante canadiense Michael Bublé talentoso pero "engreído" y lo criticó por fumar y beber "alcohol puro" después de un espectáculo, creyendo que dañaría sus cuerdas vocales. Bublé respondió diciendo que sabía lo que hacía, pero prometiendo que de ahora en adelante siempre mezclaría su alcohol con refrescos o jugo de naranja.
En 2020, Damone apareció en una de una serie de entrevistas para el documental Jay Sebring....Cutting to the Truth.

## Vida personal
Damone sufrió un derrame cerebral en 2002 y otro problema de salud en 2008. Se recuperó de ambos y vivió hasta 2018. Damone se casó cinco veces y se divorció cuatro:
1. Pier Angeli (1954–1958), actriz, cantante (un hijo: Perry Damone, 1955–2014)
2. Judith Rawlins (1963–1971) (tres hijas: Victoria, Andrea y Daniella)
3. Becky Ann Jones (1974–1982), animadora
4. Diahann Carroll (1987–1996), actriz, cantante
5. Rena Rowan-Damone (1998–2016), diseñadora de moda, empresaria, filántropa

Damone tuvo seis nietos de sus hijas (Tate, Paige, Sloane, Rocco, Daniella, Grant).
La primera esposa de Damone, Pier Angeli, estuvo anteriormente en una relación muy publicitada con James Dean, pero se vio obligada a dejarlo para casarse con Damone, un movimiento que atrajo gran atención de los medios. Se informó que Dean había visto la boda desde el otro lado de la calle en su motocicleta, incluso acelerando el motor durante la ceremonia, aunque Dean luego negó haber hecho algo tan "tonto". Seis años después de divorciarse de Angeli, Damone fue arrestado el 15 de octubre de 1964, acusado por Angeli de haber secuestrado a su hijo de 9 años, Perry (llamado así por Perry Como) y llevado de Nueva York a Los Ángeles. Fue puesto en libertad tres horas después de haberse declarado inocente de ser un fugitivo de un cargo de secuestro. Al mismo tiempo, un juez de California le otorgó la custodia de Perry. Sin embargo, Angeli finalmente obtuvo la custodia de Perry y se fue de Hollywood a su Italia natal, llevándose a Perry con ella. Sin embargo, Perry regresó a California después de la muerte de Angeli.
Se casó con la actriz Diahann Carroll en 1987. La unión, que Carroll admitió fue turbulenta, tuvo una separación legal en 1991, reconciliación y divorcio en 1996.
Damone se crio en la Iglesia católica y se desempeñó como monaguillo, alegando que nunca encontró un significado profundo en su fe original.  A fines de la década de 1950, fue presentado a la Baháʼí Faith por un baterista de su banda. Damone dijo que su interpretación de "On the Street Where You Live" incorpora gestos destinados a invocar una vitalidad sustentadora de ʻAbdu'l-Bahá. Se unió oficialmente a la religión a principios de la década de 1960.
Damone conoció a su esposa nacida en Polonia, Rena Rowan (nacida Irena Aurelia Jung el 4 de enero de 1928, en Lida, entonces parte de Polonia) en 1996, después de que ella le pidiera que actuara en un evento para recaudar fondos. dinero para su organización benéfica Rowan House en Filadelfia, que brinda alojamiento a mujeres solteras sin hogar con niños. Rowan, una sobreviviente de cáncer de mama, era una distribuidora de ropa que inició Jones New York cadena de tiendas de ropa a mediados de la década de 1970.

## Muerte

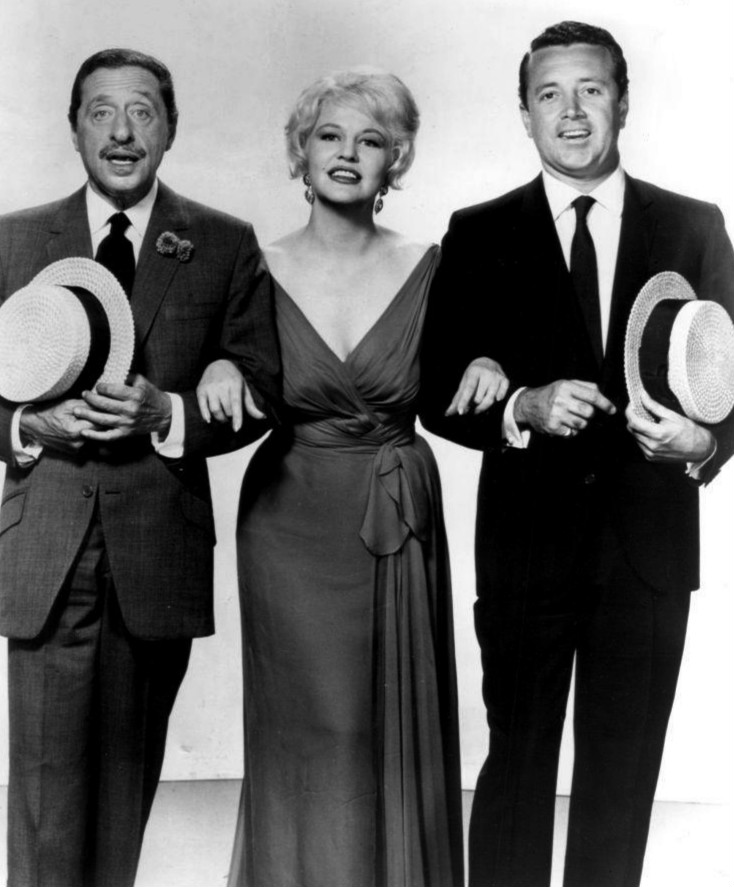
Damone con el compositor Harold Arlen y Peggy Lee en 1961

Vic Damone falleció el 11 de febrero de 2018 a la edad de 89 años a causa de una insuficiencia respiratoria.

## Premios y reconocimientos
En 1997, Damone fue homenajeado en el Salón de la Fama de los Compositores. También tiene una estrella en el Paseo de la Fama de Hollywood.
En 1997, Damone recibió el Sammy Cahn premio Lifetime Achievement Award del Songwriters Hall of Fame.
Frank Sinatra dijo que Damone tenía "el mejor juego de tuberías en el negocio".
En 2014, Damone recibió el primer premio Leyenda de la Sociedad para la Preservación del Gran Cancionero Estadounidense en reconocimiento a aquellos que han hecho una contribución significativa al género.

## Discografía

### Sencillos
| Año  | Título                                                   | Posición de listas | Posición de listas | Posición de listas |
| Año  | Título                                                   | U.S.               | U.S. AC            | UK                 |
| ---- | -------------------------------------------------------- | ------------------ | ------------------ | ------------------ |
| 1947 | “I Have But One Heart”                                   | 7                  |                    |                    |
| 1947 | “You Do”                                                 | 7                  |                    |                    |
| 1948 | “Thoughtless”                                            | 22                 |                    |                    |
| 1948 | “My Fair Lady”                                           | 27                 |                    |                    |
| 1948 | “It's Magic”                                             | 24                 |                    |                    |
| 1948 | “Say Something Sweet to Your Sweetheart”(con Patti Page) | 23                 |                    |                    |
| 1949 | “Again” (disco de oro)                                   | 6                  |                    |                    |
| 1949 | “You're Breaking My Heart”(disco de oro)                 | 1                  |                    |                    |
| 1949 | “The Four Winds and the Seven Seas”                      | 16                 |                    |                    |
| 1949 | “My Bolero”                                              | 10                 |                    |                    |
| 1949 | “Why Was I Born?”                                        | 20                 |                    |                    |
| 1950 | “Sitting by the Window”                                  | 29                 |                    |                    |
| 1950 | “God's Country”                                          | 27                 |                    |                    |
| 1950 | “Vagabond Shoes”                                         | 17                 |                    |                    |
| 1950 | “Tzena Tzena Tzena”                                      | 6                  |                    |                    |
| 1950 | “Just Say I Love Her”                                    | 13                 |                    |                    |
| 1950 | “Can Anyone Explain”                                     | 25                 |                    |                    |
| 1950 | “Cincinnati Dancing Pig”                                 | 11                 |                    |                    |
| 1950 | “My Heart Cries for You”                                 | 4                  |                    |                    |
| 1950 | “Music by the Angels”                                    | 18                 |                    |                    |
| 1951 | “Tell Me You Love Me”                                    | 21                 |                    |                    |
| 1951 | “If”                                                     | 28                 |                    |                    |
| 1951 | “My Truly Truly Fair”                                    | 4                  |                    |                    |
| 1951 | “Longing for You”                                        | 12                 |                    |                    |
| 1951 | “Calla Calla”                                            | 13                 |                    |                    |
| 1952 | “Jump Through the Ring”                                  | 22                 |                    |                    |
| 1952 | “Here in My Heart”                                       | 8                  |                    |                    |
| 1952 | “Take My Heart”                                          | 30                 |                    |                    |
| 1952 | “Rosanne”                                                | 23                 |                    |                    |
| 1953 | “Sugar”                                                  | 13                 |                    |                    |
| 1953 | “April in Portugal”                                      | 10                 |                    |                    |
| 1953 | “Eternally”                                              | 12                 |                    |                    |
| 1953 | “Ebb Tide”                                               | 10                 |                    |                    |
| 1953 | “A Village in Perú”                                      | 30                 |                    |                    |
| 1954 | “The Breeze and I”                                       | 21                 |                    |                    |
| 1954 | “The Sparrow Sings”                                      | 27                 |                    |                    |
| 1955 | “Por Favor”                                              | 73                 |                    |                    |
| 1956 | “On the Street Where You Live”                           | 4                  |                    | 1                  |
| 1956 | “War and Peace”                                          | 59                 |                    |                    |
| 1957 | “Do I Love You”                                          | 62                 |                    |                    |
| 1957 | “An Affair to Remember”                                  | 16                 |                    | 29                 |
| 1958 | “Gigi”                                                   | 88                 |                    |                    |
| 1958 | “The Only Man on the Island”                             |                    |                    | 24                 |
| 1962 | “What Kind of Fool Am I”                                 | 131                |                    |                    |
| 1965 | “You Were Only Fooling”                                  | 30                 | 8                  |                    |
| 1965 | “Why Don't You Believe Me”                               | 127                | 25                 |                    |
| 1965 | “Tears (For Souvenirs)”                                  |                    | 35                 |                    |
| 1967 | “On the South Side of Chicago”                           |                    | 22                 |                    |
| 1967 | “It Makes No Difference”                                 |                    | 12                 |                    |
| 1967 | “The Glory of Love”                                      |                    | 15                 |                    |
| 1968 | “Nothing to Lose”                                        |                    | 40                 |                    |
| 1968 | “Why Can't I Walk Away”                                  |                    | 21                 |                    |
| 1969 | “To Make a Big Man Cry”                                  |                    | 31                 |                    |

### Álbumes
- Vic Damone Sings America's Favorite Songs (Mercury, 1950)
- All Time Song Hits Sung By Vic Damone (Mercury, 1950)
- April In Paris And Other Great Favorites (Mercury, 1952)
- Amor (Mercury,  1953)
- Vic Damone (Mercury, 1954)
- That Towering Feeling! (Columbia Records, 1956)
- Thee I Love (Hollywood Records, 1957)
- Favorites (Mercury, 1957)
- The Voice Of Vic Damone (Mercury, 1957)
- Yours For A Song (Wing Records, 1957)
- Closer Than A Kiss (Columbia Records, 1958)
- Angela Mia (Columbia Records, 1958)
- This Game Of Love (Columbia Records, 1959)
- On The Swingin' Side (Columbia Special Products, Columbia 1960)
- The Lively Ones (Capitol Records, 1962)
- Linger Awhile (Capitol Records, 1962)
- Young And Lively (Columbia, 1962)
- Vic Damone And Johnny Cole  (Crown Records (2), 1963)
- My Baby Loves To Swing (Capitol Records, 1963)
- On The Street Where You Live (Capitol Records, 1964)
- You Were Only Fooling (Warner Bros. Records, 1965)
- Country Love Songs (Warner Bros. Records, 1965)
- Stay With Me (RCA Records, 1966)
- The Damone Type Of Thing (RCA Victor, 1967)
- Don't Let Me Go (United Talent, 1969)
- In My Own Way (Ember Records, 1971)
- Vic Damone's Feelings (Rebecca Records, 1977)

### Compilaciones
- The Poetry Of Vic Damone (RCA Victor, 1967)
- The Greatest Hits Of Vic Damone (CBS Special Products, 1975)
- Vic Damone Sings (Realm Records, 1976)
- Vic Damone's Best (RCA, 1977)
- Vic Damone Sings The Great Songs (CBS, 1983)
- Sings The Great Songs (Pickwick Music, 1990)
- 16 Most Requested Songs (Columbia, 1992)
- The Best Of Vic Damone: The Mercury Years (Mercury, 1996)

## Filmografía como actor
- Rich, Young and Pretty (1951) (también actor)
- Texaco Star Theater (1953-1955)
- Deep in My Heart (1954) (también actor)
- Athena (1954) (también actor)
- Hit the Deck (1955) (también actor)
- Kismet (1955) (también actor)
- Date every six months (1957)
- Separate Tables (1958)
- Screen name: Donnie Brasco (1997)
- Weapons of Mass Destruction (1997)
- Money Talks (1997)
- Retaliation (1999)
- All for Beauty (2000)
- Boys in My Life (2001)
- Mad Men (2007)
- Dance if you can! (2009)